# 陳裕璋
陳裕璋（1955年9月18日—），中華民國金融界要人，曾任中華民國金融監督管理委員會主委；歷任財政金融與台北市政府多項要職。

## 著作
- A Study of the Computerization of the Security & Stock Market。
- A Study of the Clearance Systems of the Security & Stock Market。